# Soheit-Tinlot
Soheit-Tinlot is een plaats en deelgemeente van de Belgische gemeente Tinlot. Soheit-Tinlot ligt in de provincie Luik en was tot de gemeentelijke herindeling van 1 januari 1977 een zelfstandige gemeente.

## Demografische ontwikkeling
- Bronnen:NIS, Opm:1831 tot en met 1970=volkstellingen, 1976= inwoneraantal op 31 december

## Overleden
- Pierre Imperiali